# Sten Sokk
Sten-Timmu Sokk (Tallinn, 14 febbraio 1989) è un cestista estone.
È il figlio di Tiit Sokk, e fratello di Tanel.

## Carriera
Con l'Estonia ha disputato due edizioni dei Campionati europei (2015, 2022).

## Palmarès
- Campionato estone: 5

Tartu Ülikool: 2009-10
Kalev/Cramo: 2015-16, 2016-17, 2017-18, 2020-21
- Coppa di Estonia: 1

Kalev/Cramo: 2020
- Lega Lettone-Estone: 1

Kalev/Cramo: 2020-21